# Sintashta

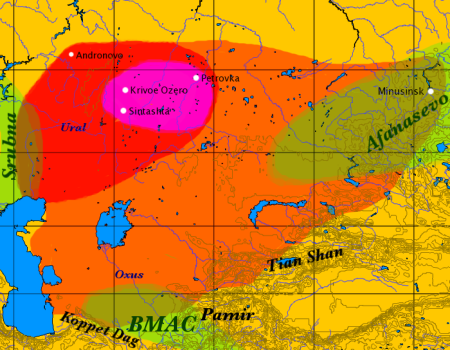
El área donde se encontraron entierros de carros dentro de la cultura Sintashta indicada en púrpura.

Sintashta (ruso: Синташта́) es un sitio arqueológico en el óblast de Cheliábinsk, Rusia. Se trata de los restos de un asentamiento fortificado que data de la Edad de Bronce, alrededor del año 2800-1600 a. C. y es el tipo de sitio de la cultura de Sintashta. Ha sido caracterizado como «centro industrial metalúrgico fortificado».
Sintashta se encuentra en la estepa, al este de los montes Urales. El sitio debe su nombre al adyacente río Sintashta, un afluente del Tobol. El curso cambiante del río a lo largo del tiempo ha destruido la mitad del sitio, dejando atrás treinta y una de las aproximadamente cincuenta o sesenta casas del asentamiento.

## Descripción
El asentamiento consistía en casas rectangulares dispuestas en círculo de 140 m de diámetro y rodeadas por un muro de tierra reforzado con madera con torres de compuertas y una profunda zanja en su exterior. Las fortificaciones de Sintashta y asentamientos similares como Arkaim fueron de una escala sin precedentes para la región esteparia. Hay evidencias de que en todas las casas excavadas se estaba llevando a cabo una metalurgia de cobre y bronce, de nuevo una intensidad sin precedentes de producción metalúrgica para la estepa. Los estilos cerámicos de la cultura primitiva de la cultura de Abáshevo influyeron fuertemente en la cerámica de Sintashta. Debido a la asimilación de las tribus de la región de los Urales, tales como la tumba de Pit, la catacumba, Poltavka y el norte de Abáshevo en el horizonte de Novokumak, parecería inexacto proporcionar a Sintashta una atribución puramente aria. En el origen de Sintashta, la cultura de Abáshevo desempeñó un papel importante.
Se han encontrado cinco cementerios asociados con el sitio, el mayor de los cuales —conocido como Sintashta mogila o SM— consistía en cuarenta tumbas. Algunos de ellas eran entierros de carros, que producían los carros más antiguos conocidos del mundo. Otros incluían sacrificios de caballos —hasta ocho en una sola tumba—, varias piedras, armas de cobre y bronce, y adornos de plata y oro. El cementerio SM está cubierto por un gran kurgan de fecha ligeramente posterior. Se ha notado que el tipo de sacrificios funerarios evidentes en Sintashta tienen fuertes similitudes con los rituales funerarios descritos en el Rigveda, un antiguo texto religioso indio a menudo asociado con el pueblo protoindoeuropeo.

## Datación
Las fechas de radiocarbono del asentamiento y los cementerios abarcan más de un milenio, lo que sugiere una ocupación anterior que pertenece a la cultura de Poltavka. La mayoría de las fechas, sin embargo, son alrededor del 2100-1800 a. C., lo que apunta a un período principal de ocupación del sitio consistente con otros asentamientos y cementerios de la cultura Sintashta.